# Placówka Straży Granicznej I linii „Rudzka Kuźnica”
Placówka Straży Granicznej I linii „Rudzka Kuźnica” – jednostka organizacyjna Straży Granicznej pełniąca służbę ochronną na granicy polsko-niemieckiej w okresie międzywojennym.

## Geneza
Na wniosek Ministerstwa Skarbu, uchwałą z 10 marca 1920 roku, powołano do życia Straż Celną. Od połowy 1921 roku jednostki Straży Celnej rozpoczęły przejmowanie odcinków granicy od pododdziałów Batalionów Celnych. Proces tworzenia Straży Celnej trwał do końca 1922 roku. Placówka Straży Celnej „Rudzka Kuźnica” weszła w podporządkowanie komisariatu Straży Celnej „Orzegów” z Inspektoratu SC „Tarnowskie Góry”.

## Formowanie i zmiany organizacyjne
Rozporządzeniem Prezydenta Rzeczypospolitej Polskiej Ignacego Mościckiego z 22 marca 1928 roku, do ochrony północnej, zachodniej i południowej granicy państwa, a w szczególności do ich ochrony celnej, powoływano z dniem 2 kwietnia 1928 roku  Straż Graniczną.
Rozkazem nr 4 z 30 kwietnia 1928 roku w sprawie organizacji Śląskiego Inspektoratu Okręgowego dowódca Straży Granicznej gen. bryg. Stefan Pasławski określił strukturę organizacyjną komisariatu SG „Lipiny”.
Rozkazem nr 10 z 5 listopada 1929 roku w sprawie reorganizacji Śląskiego Inspektoratu Okręgowego komendant Straży Granicznej płk Jan Jur-Gorzechowski określił numer i nową strukturę komisariatu. W strukturze miała znaleźć się placówka  Straży Granicznej I linii „Lipiny”. Powstania nie potwierdzają inne źródła. W miejsce jej wymieniana jest placówka Straży Granicznej I linii „Rudzka Kuźnica”

## Kierownicy/dowódcy placówki
| stopień          | imię i nazwisko      | okres pełnienia służby   | kolejne stanowisko                |
| ---------------- | -------------------- | ------------------------ | --------------------------------- |
| starszy strażnik | Franciszek Sierodzki | 1 XII 1929 – 11 III 1930 | do komisariatu „Lubliniec”        |
| przewodnik       | Feliks Malcherek     | 11 III 1930 – 2 X 1932   |                                   |
| starszy strażnik | Stefan Grabias       | 2 X 1932 – 14 IX 1935    | zastępca kierownika placówki      |
| przodownik       | Jan Wierzbicki       | 14 IX 1935 – 2 XI 1935   | kierownik placówki „Gierałtowice” |
| starszy strażnik | Józef Dombek         | 2 XI 1935 –              |                                   |